# 李氏花园
李氏花园，位于中国广东省揭阳市揭西县棉湖镇，为揭西县的一个县级文物保护单位，类型为古建筑，公布时间为2003年。
李氏花园的历史年代为清咸丰八年（1858）。